# フロリアン・フリック
フロリアン・フリック（Florian Flick, 2000年5月1日 - ）は、ドイツ・バーデン＝ヴュルテンベルク州マンハイム出身のサッカー選手。シャルケ04所属。ポジションはMF。

## クラブ経歴
地元マンハイムのユースチームを経て2014年にSVヴァルトホーフ・マンハイムのユースアカデミーに入所。2018年にトップチームに昇格。2019-20シーズンより公式戦出場となり、同シーズンはドリッテ・リーガで13試合に出場。2020年6月14日のFCバイエルン・ミュンヘンII戦ではプロ初ゴールを決めた。
2020年7月23日、シャルケ04との契約を発表。加入後傘下のシャルケ04 IIに配属。移籍1年目の2020-21シーズンはチームIIで33試合2ゴールを記録し、シーズン終盤にトップチームに昇格。2021年5月8日のTSG1899ホッフェンハイム戦でブンデスリーガ初出場。15日のアイントラハト・フランクフルト戦では、2-2で迎えた後半15分に勝ち越しとなるブンデスリーガ初ゴールを決め、試合も4-3で勝利。チームに2020-21シーズン3勝目をもたらした。